# Rudnica (gmina Raška)
Rudnica (cyr. Рудница) – wieś w Serbii, w okręgu raskim, w gminie Raška. W 2011 roku liczyła 334 mieszkańców.